# QSO B0953+415
QSO B0953+41 ou PG 0953+414 est une galaxie spirale de Seyfert de type 1, cette galaxie spirale contient un potentiel blazar radio-bruyant, ce blazar est responsable d'une multitude d'émissions.
QSO B0953+41 se situe dans la constellation du Petit Lion à plus de 3,2 milliards d'années-lumière,,.

## Caractéristiques de QSO B0953+41
La galaxie QSO B0953+41 possède le ou l'un des quasars avec la rotation du disque d'accrétion la plus rapide.
Une étude faite avec le télescope spatial Hubble a permis de calculer le taux d'émission en ultraviolet de QSO B0953+41, calculer le taux d'émission a permis d'estimer la vitesse radiale des nuages de gaz qui composent le disque d'accrétion. La vitesse trouvée est d'environ 62 145 km/s.
Avec une telle vitesse radiale les gaz ont un taux d'ionisation de 97 % à 99 %, cette ionisation massive produit une extrême luminosité (magnitude apparente de 14,93 et une magnitude absolue supérieure à -31,5).
Avec un tel taux d'ionisation la température du disque d'accrétion est très chaude, supérieure à 10 millions de degrés C,,,.

## Trou noir supermassif de PG 0953+414
La masse du trou noir central de QSO B0953+41 a été estimée avec la vitesse radiale des gaz du disque d'accrétion, la troisième loi de Kepler sera utilisée car l'une des plus fiables pour ce genre de cas, la masse du trou noir central de QSO B0953+415 est estimée à 182 millions de masses solaires.